# Barrou
Barrou est une commune française du département d'Indre-et-Loire, en région Centre-Val de Loire.

## Géographie
| La Guerche     | Abilly | Le Grand-Pressigny |
| Mairé Vienne   | Barrou | Chaumussay         |
| Lésigny Vienne |        | Chambon            |

### Hydrographie

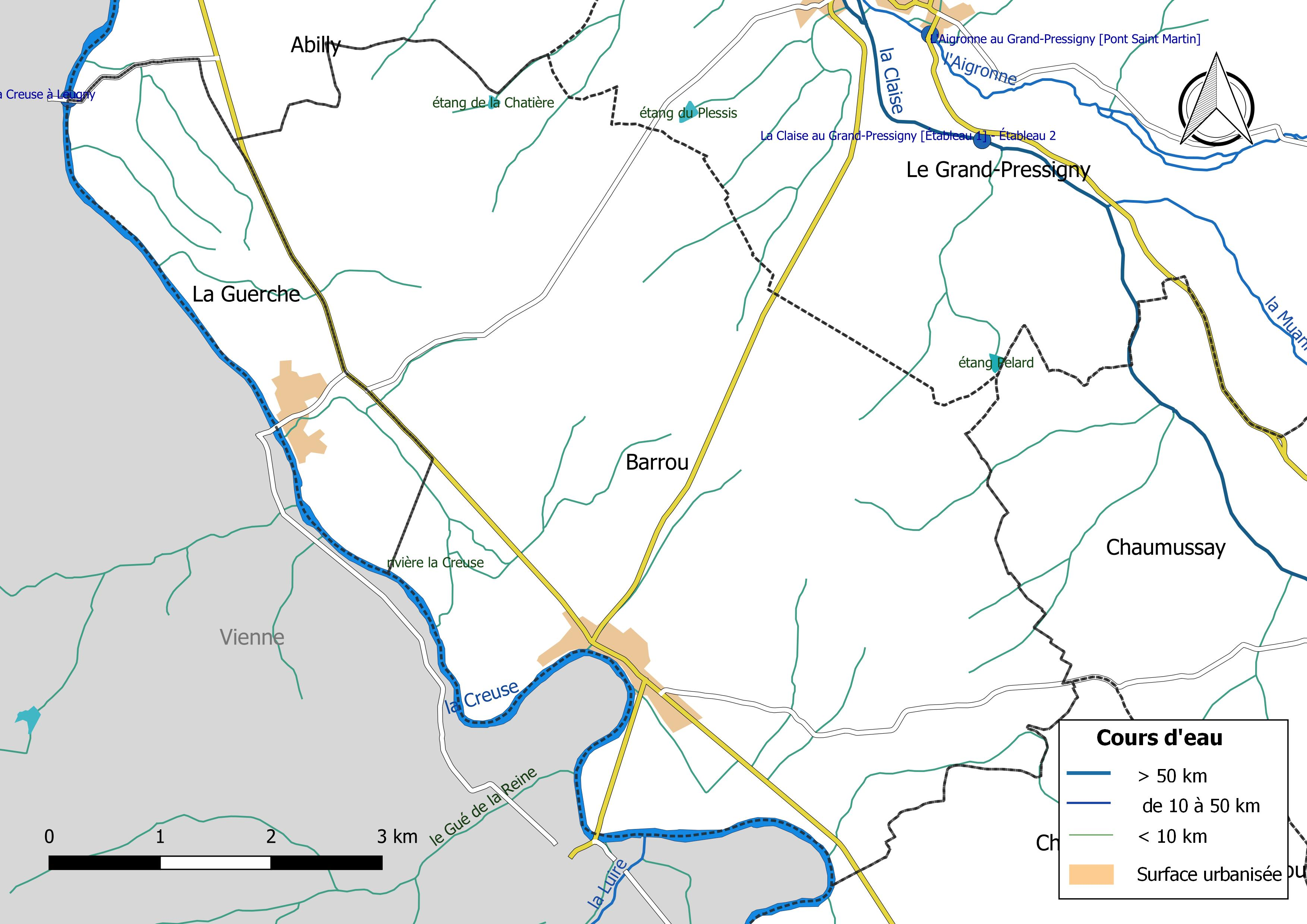
Réseau hydrographique de Barrou.

La commune est bordée sur son flanc ouest par la Creuse (1,616 km), qui constitue une limite séparative,  ce qui en fait une commune limitrophe, à la fois du département de la Vienne et de la région Nouvelle-Aquitaine. Le réseau hydrographique communal, d'une longueur totale de 27,56 km, comprend également divers petits cours d'eau,
La Creuse, d'une longueur totale de 263,6 km, prend sa source à 816 m d'altitude sur le plateau de Millevaches, dans la Creuse  et se jette dans la Vienne sur les territoires des communes de Port-de-Piles (Vienne), Ports et Nouâtre (Indre-et-Loire), après avoir traversé 80 communes. 
Sur le plan piscicole, la Creuse est classée en deuxième catégorie piscicole. Le groupe biologique dominant est constitué essentiellement de poissons blancs (cyprinidés) et de carnassiers (brochet, sandre et perche).
Deux zones humides ont été répertoriées sur la commune par la direction départementale des territoires (DDT) et le conseil départemental d'Indre-et-Loire : « Les Marais » et « l'étang du Bois des Cours »,.

### Climat
Pour des articles plus généraux, voir Climat du Centre-Val de Loire et Climat d'Indre-et-Loire.
En 2010, le climat de la commune est de type climat océanique dégradé des plaines du Centre et du Nord, selon une étude du CNRS s'appuyant sur une série de données couvrant la période 1971-2000. En 2020, Météo-France publie une typologie des climats de la France métropolitaine dans laquelle la commune est exposée à un climat océanique altéré et est dans la région climatique Poitou-Charentes, caractérisée par un bon ensoleillement, particulièrement en été et des vents modérés.
Pour la période 1971-2000, la température annuelle moyenne est de 11,6 °C, avec une amplitude thermique annuelle de 14,7 °C. Le cumul annuel moyen de précipitations est de 688 mm, avec 10,9 jours de précipitations en janvier et 6,4 jours en juillet. Pour la période 1991-2020, la température moyenne annuelle observée sur la station météorologique de Météo-France la plus proche, sur la commune de Lésigny à 2 km à vol d'oiseau, est de 12,1 °C et le cumul annuel moyen de précipitations est de 743,3 mm,. Pour l'avenir, les paramètres climatiques de la commune estimés pour 2050 selon différents scénarios d'émission de gaz à effet de serre sont consultables sur un site dédié publié par Météo-France en novembre 2022.

## Urbanisme

### Typologie
Au 1er janvier 2024, Barrou est catégorisée commune rurale à habitat dispersé, selon la nouvelle grille communale de densité à sept niveaux définie par l'Insee en 2022.
Elle est située hors unité urbaine et hors attraction des villes,.

### Occupation des sols
L'occupation des sols de la commune, telle qu'elle ressort de la base de données européenne d’occupation biophysique des sols Corine Land Cover (CLC), est marquée par l'importance des territoires agricoles (55,8 % en 2018), en diminution par rapport à 1990 (57,4 %). La répartition détaillée en 2018 est la suivante : 
terres arables (46,1 %), forêts (41,6 %), zones agricoles hétérogènes (6,2 %), prairies (3,6 %), zones urbanisées (1,3 %), eaux continentales (1,3 %). L'évolution de l’occupation des sols de la commune et de ses infrastructures peut être observée sur les différentes représentations cartographiques du territoire : la carte de Cassini (XVIIIe siècle), la carte d'état-major (1820-1866) et les cartes ou photos aériennes de l'IGN pour la période actuelle (1950 à aujourd'hui).

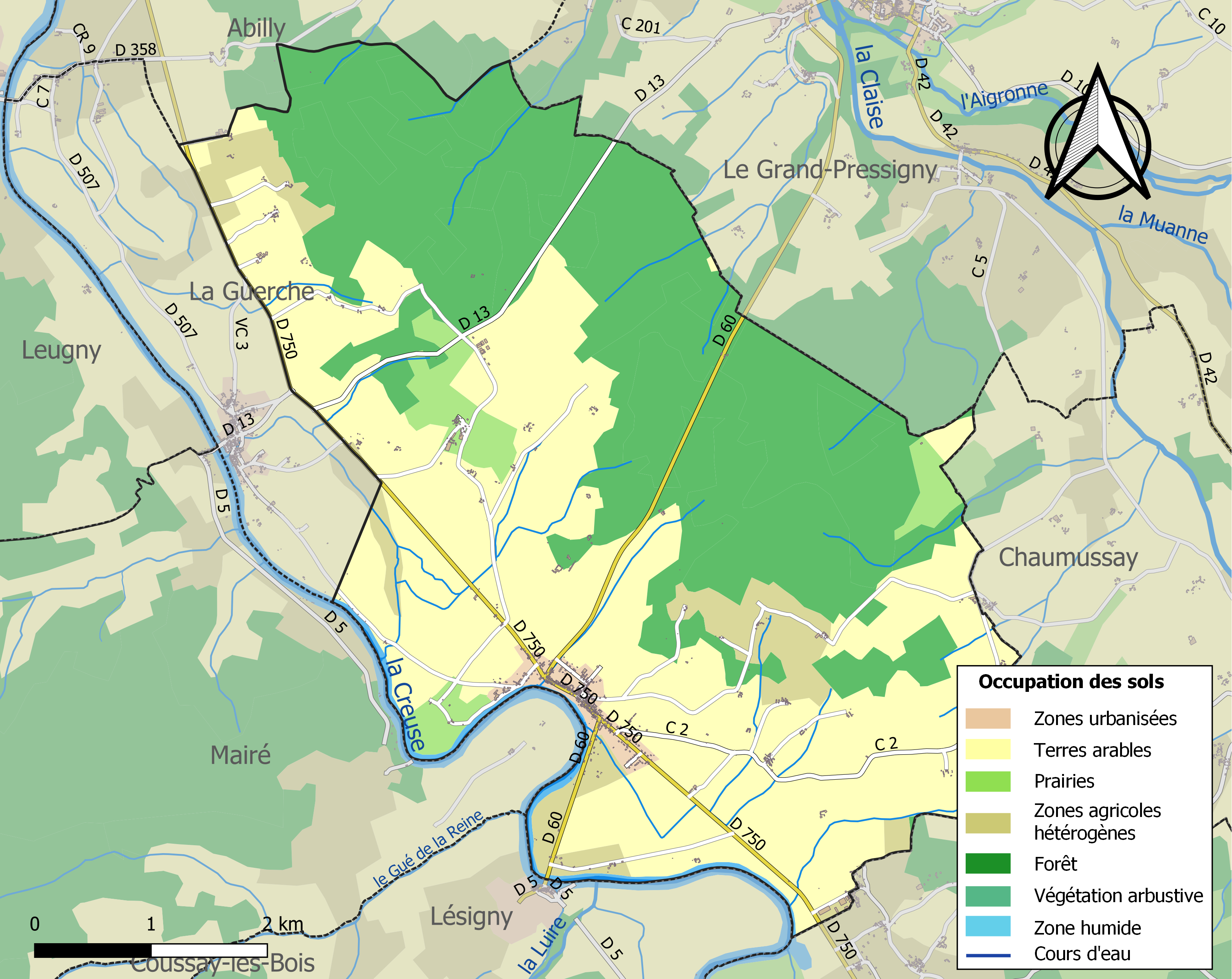
Carte des infrastructures et de l'occupation des sols de la commune en 2018 (CLC).

### Risques majeurs
Le territoire de la commune de Barrou est vulnérable à différents aléas naturels : météorologiques (tempête, orage, neige, grand froid, canicule ou sécheresse), inondations, feux de forêts et séisme (sismicité modérée). Il est également exposé à un risque technologique, la rupture d'un barrage. Un site publié par le BRGM permet d'évaluer simplement et rapidement les risques d'un bien localisé soit par son adresse soit par le numéro de sa parcelle.

#### Risques naturels
Certaines parties du territoire communal sont susceptibles d’être affectées par le risque d’inondation par débordement de cours d'eau, notamment la Creuse. La commune a été reconnue en état de catastrophe naturelle au titre des dommages causés par les inondations et coulées de boue survenues en 1982, 1991, 1999 et 2006,.
Pour anticiper une remontée des risques de feux de forêt et de végétation vers le nord de la France en lien avec le dérèglement climatique, les services de l’État en région Centre-Val de Loire (DREAL, DRAAF, DDT) avec les SDIS ont réalisé en 2021 un atlas régional du risque de feux de forêt, permettant d’améliorer la connaissance sur les massifs les plus exposés. La commune, étant pour partie dans les massifs de Barrou et de Boussay, est classée au niveau de risque 2, sur une échelle qui en comporte quatre (1 étant le niveau maximal).

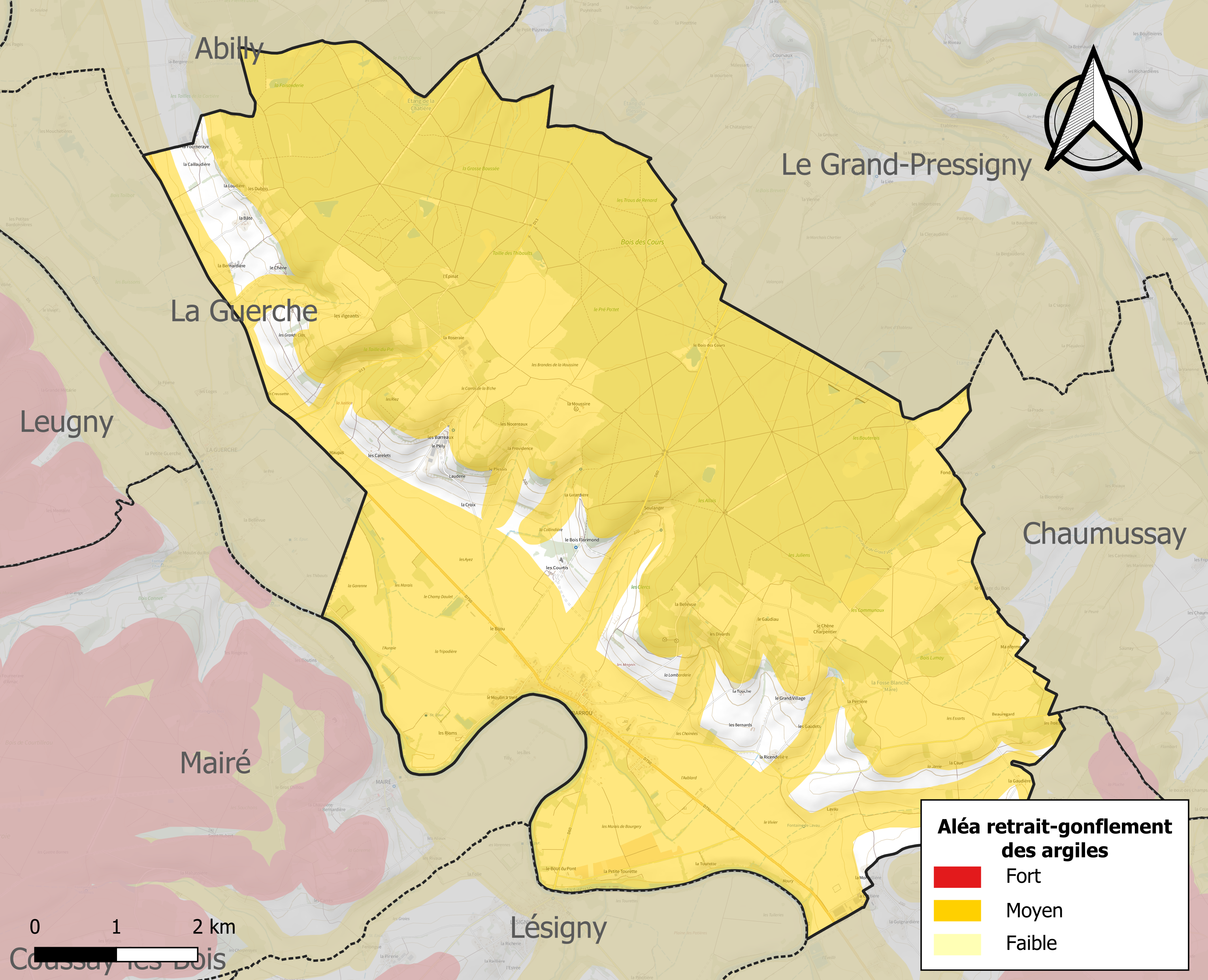
Carte des zones d'aléa retrait-gonflement des sols argileux de Barrou.

Le retrait-gonflement des sols argileux est susceptible d'engendrer des dommages importants aux bâtiments en cas d’alternance de périodes de sécheresse et de pluie. 90,1 % de la superficie communale est en aléa moyen ou fort (90,2 % au niveau départemental et 48,5 % au niveau national). Sur les 337 bâtiments dénombrés sur la commune en 2019, 292 sont en aléa moyen ou fort, soit 87 %, à comparer aux 91 % au niveau départemental et 54 % au niveau national. Une cartographie de l'exposition du territoire national au retrait gonflement des sols argileux est disponible sur le site du BRGM,.
Concernant les mouvements de terrains, la commune a été reconnue en état de catastrophe naturelle au titre des dommages causés par des mouvements de terrain en 1999.

#### Risques technologiques
La commune est en outre située en aval du Barrage d'Éguzon, de classe A et faisant l'objet d'un PPI, mis en eau en 1926, d’une hauteur de 58 mètres et retenant un volume de 57,3 millions de mètres cubes. À ce titre elle est susceptible d’être touchée par l’onde de submersion consécutive à la rupture de cet ouvrage.

## Toponymie
Le nom « Barrou » a la même étymologie celtique que le mot français « barre » qui désigne une hauteur qui forme obstacle à un passage par sa largeur et sa pente raide.

C'est exactement la description de la colline au nord du village ; le -ou final est un diminutif. Le sens du nom est donc : « la colline en forme de petite barre ». 

Par ailleurs le nom de lieu « La Lombarderie » sur le côté de cette colline est certainement une remotivation, médiévale faite en pensant au peuple lombard en Italie du Nord ; mais le nom d'origine possible est Lumbarre ; ce nom est aussi celtique et signifiait « La barre près d'une zone avec une rivière à faible pente à l'origine possible de marécages ».
L'adjectif « celtique » peut relier aux Celtes venus à l'Âge du fer, ou leurs descendants les Gaulois.

## Histoire
En 581, le duc de Bérufle envahi un territoire allant d'Yzeures à Barrou. C'était l'un des généraux de Chilpéric, roi de Soissons, qui l'envoya pour arrêter les incursions des habitants du Berry sur la Touraine. À cette époque, la Touraine faisait partie du Royaume de Neustrie alors que le Berry était du Royaume d'Aquitaine. Sur ce territoire, Bérufle força le duc Reginalde, envoyé par Gontran, roi d'Orléans, pour envahir Tours, à se replier sur Poitiers. Durant cet épisode, les « pays » d'Yzeures et de Barrou furent pillés.

## Politique et administration
| Période | Période  | Identité                        | Étiquette | Qualité              |
| ------- | -------- | ------------------------------- | --------- | -------------------- |
| 2001    | 2004     | Gilles Beillouin                |           | démissionnaire       |
| 2004    | 2014     | Mme Massabielle Mangin d'Ouince |           | Sylvicultrice        |
| 2014    | 2020     | Gilles Beillouin                | DVD       | Agriculteur retraité |
| 2020    | En cours | François Lion                   |           |                      |

## Population et société

### Enseignement
Barrou se situe dans l'Académie d'Orléans-Tours (Zone B) et dans la circonscription de Loches. Seule une école maternelle accueille les élèves jusqu'en GS.

### Démographie

#### Évolution démographique
L'évolution du nombre d'habitants est connue à travers les recensements de la population effectués dans la commune depuis 1793. Pour les communes de moins de 10 000 habitants, une enquête de recensement portant sur toute la population est réalisée tous les cinq ans, les populations de référence des années intermédiaires étant quant à elles estimées par interpolation ou extrapolation. Pour la commune, le premier recensement exhaustif entrant dans le cadre du nouveau dispositif a été réalisé en 2006.

En 2022, la commune comptait 480 habitants, en évolution de +0,42 % par rapport à 2016 (Indre-et-Loire : +1,67 %, France hors Mayotte : +2,11 %).
| 1793 | 1800 | 1806 | 1821 | 1831 | 1836 | 1841 | 1846 | 1851  |
| ---- | ---- | ---- | ---- | ---- | ---- | ---- | ---- | ----- |
| 685  | 695  | 712  | 767  | 809  | 868  | 913  | 970  | 1 001 |

| 1856 | 1861 | 1866 | 1872 | 1876 | 1881 | 1886 | 1891 | 1896 |
| ---- | ---- | ---- | ---- | ---- | ---- | ---- | ---- | ---- |
| 999  | 963  | 955  | 926  | 946  | 894  | 887  | 883  | 868  |

| 1901 | 1906 | 1911 | 1921 | 1926 | 1931 | 1936 | 1946 | 1954 |
| ---- | ---- | ---- | ---- | ---- | ---- | ---- | ---- | ---- |
| 840  | 800  | 789  | 721  | 725  | 700  | 709  | 666  | 663  |

| 1962 | 1968 | 1975 | 1982 | 1990 | 1999 | 2006 | 2011 | 2016 |
| ---- | ---- | ---- | ---- | ---- | ---- | ---- | ---- | ---- |
| 620  | 626  | 577  | 551  | 511  | 482  | 487  | 506  | 478  |

| 2021 | 2022 | - | - | - | - | - | - | - |
| ---- | ---- | - | - | - | - | - | - | - |
| 469  | 480  | - | - | - | - | - | - | - |

#### Pyramide des âges
La population de la commune est relativement âgée.
En 2018, le taux de personnes d'un âge inférieur à 30 ans s'élève à 28,0 %, soit en dessous de la moyenne départementale (34,9 %). À l'inverse, le taux de personnes d'âge supérieur à 60 ans est de 38,2 % la même année, alors qu'il est de 27,8 % au niveau départemental.
En 2018, la commune comptait 222 hommes pour 242 femmes, soit un taux de 52,16 % de femmes, légèrement supérieur au taux départemental (51,91 %).
Les pyramides des âges de la commune et du département s'établissent comme suit.
| Hommes | Classe d’âge | Femmes |
| ------ | ------------ | ------ |
| 1,4    | 90 ou +      | 4,4    |
| 11,8   | 75-89 ans    | 14,7   |
| 21,9   | 60-74 ans    | 21,8   |
| 19,1   | 45-59 ans    | 16,1   |
| 15,5   | 30-44 ans    | 16,9   |
| 10,8   | 15-29 ans    | 8,7    |
| 19,5   | 0-14 ans     | 17,3   |

| Hommes | Classe d’âge | Femmes |
| ------ | ------------ | ------ |
| 0,9    | 90 ou +      | 2,2    |
| 7,9    | 75-89 ans    | 10,2   |
| 17,3   | 60-74 ans    | 18,1   |
| 19,8   | 45-59 ans    | 19,1   |
| 17,9   | 30-44 ans    | 17,2   |
| 18,5   | 15-29 ans    | 17,5   |
| 17,6   | 0-14 ans     | 15,6   |

### Équipements culturels et sportifs
La commune de Barrou dispose d'une bibliothèque municipale, qui fait partie du réseau de la Direction Départementale de Bibliothèques et de la Lecture d'Indre-et-Loire.

## Culture locale et patrimoine

### Lieux et monuments

#### Vestiges préhistoriques et antiques
- Dépôts de lames de silex (les Ayez, la Creusette).
- Vestiges gallo-romains.

#### Architecture civile
- Vestiges de la Commanderie

La commanderie de l'Épinat était une commanderie de l'ordre du Temple, qui passa aux Hospitaliers au début du XIVe siècle. Vers 1600, elle fut rattachée à la commanderie de Bilson.
On peut encore y voir les ruines de la chapelle : partie de son mur nord avec deux colonnes et avec sa façade ouest, dont la porte en arc brisé à deux rouleaux retombant sur deux colonnettes très dégradées date du XIIe siècle. Les bâtiments conventuels plus récents datent probablement du XVIIe siècle.
- Château des Courtis

Le château des Courtis, dit en 1698 Maison noble des Courtis, était un fief relevant de la baronnie de Preuilly. Propriété en 1442 de Léonor de Mauléon, il fut acquis le 27 juin 1600 par Honorât Le François, capitaine gouverneur du château du Grand-Pressigny. Les Le François furent seigneurs des Courtis jusqu'en 1788. À cette date, le domaine est acheté à la famille Le François des Courtis par le comte de Carvoisin, baron de la Mothe-Sainte-Héraye.
La maison des Courtis fut construite au XVIIe siècle à la place de l'ancien logis seigneurial, alors fortifié. Elle passa ensuite par successions et alliances à la famille du Bois des cours puis à la famille La Poeze, qui en fera le siège du Rallye La Poeze.  On trouve encore dans le cimetière de Barrou une chapelle commémorant le mariage La Poeze/ La Poeze alors que les descendants du second mariage d´Ambroise de la Poeze avec Virginie d'Harambure se sont installés non loin à Harambure (Yzeures sur Creuse). La propriété sera vendue à la famille Lemaigre-Dubreuil qui y installera aussi son équipage de chasse à courre,  puis à la famille de Rambures. C'est à l'image de cette même bâtisse, mais avec des moyens de construction récents, que la maison actuelle fut construite pendant la seconde moitié du XXe siècle. Reste seulement la tour du XVIIe.

#### Architecture sacrée
- Église Saint-Maurice des XVIIIe et XIXe siècles, restaurée en 1926.
- L'église primitive a été emportée par les eaux, sur la rive droite de la Creuse.